# Göran Hallberg (filolog)
Göran Hallberg, född 7 oktober 1939, död 23 juli 2019 i Eslöv, var en svensk språkvetare. Han var redaktör för Arkiv för nordisk filologi 1997–2008.